# Gibbula philberti
Gibbula philberti là một loài ốc biển, là động vật thân mềm chân bụng sống ở biển thuộc họ Trochidae, họ ốc đụn.

## Phân bố
Loài này phân bố tại vùng biển Địa Trung Hải và vùng biển Đại Tây Dương, ngoài khơi Tây Ban Nha và Bồ Đào Nha.